# 삼성 갤럭시 S

삼성 갤럭시 S(Samsung GALAXY S) 또는 갤럭시 S1은 삼성전자에서 제조 및 판매하는 안드로이드 스마트폰이다. 안드로이드를 개발한 구글의 앤디 루빈 부사장은 갤럭시 S 발표회에서 '최고 중의 최고'라며 기대감을 보였으며, 신종균 삼성전자 사장도 "갤럭시 S는 최고의 걸작"이라고 강조했다. 2012년 1월에 판매량이 2500만대를 돌파했다.

## 개요
이 휴대 전화는 2010년 6월 4일 싱가포르에 처음 진출하였으며 2년 계약에 거의 무상으로, 계약 없이는 1098 SG $ (약 750 US $)로 출시되었다. 싱가포르에서 판매한 지 첫 주말이 끝나기 전 삼성전자는 싱텔(Singtel, 싱가포르의 한 이동통신업체)에서 기기가 모두 매진되었다고 발표했다. 2010년 6월 25일 금요일에 이 단말기는 말레이시아에서 이동통신업체 맥시스(Maxis)를 통하여 12개월 데이터 플랜 계약으로 RM1699 (미국 달러 기준으로 약 515달러)로 출시되었다.

## 색상
- 메탈릭 블랙
- 스노우 화이트
- 팜므 핑크
- 시크 화이트

## 운영 체제 / 소프트웨어

### 안드로이드2.1 이클레어
I9000 모델은 2.1 이클레어를 탑재하여 발매했다.

### 안드로이드2.2 프로요업그레이드
2010년 11월 15일에 업그레이드 되었다.

### 안드로이드2.3 진저브레드업그레이드
2011년 5월 17일에 업그레이드가 시행되었다.

## 변종
갤럭시 S에는 표준 버전뿐 아니라 다양한 변종이 있으며, 모델에 따라 외형, 화면 크기, 전면 카메라 유무, 플래시 내장 여부, 물리적인 쿼티 키패드 제공 여부 등의 차이가 있다.

### 갤럭시 SL (GT-I9003)
디스플레이는 10.08 cm (약 3.97")의 슈퍼 클리어 LCD (TN 패널), AP는 텍사스 인스트루먼트 오맵 3630 (ARM 홀딩스 코텍스-A8 1 GHz 싱글 코어 CPU + 이매지네이션 테크놀로지 530 200 MHz GPU)가 장착된 모델이며, 배터리는 1,650 mAh (3.7 V/약 6.11 Wh)이다.

### 대한민국
대한민국판 모델들은 모두 FM 라디오 튜너 대신 지상파 DMB 튜너가 내장되고, 상단에 DMB 내장 안테나가 장착되었다.

#### SHW-M110S
SK텔레콤 전용으로 발매된 제품으로서, GT-I9000와 사양과 디자인이 거의 동일하다.

#### 갤럭시 U (SHW-M130L)/갤럭시 K (SHW-M130K)
갤럭시 U는 LG U+ 전용으로, 갤럭시 K는 KT 전용으로 출시된 제품이다.
공통적으로 기존의 SHW-M110S와 동일한 하드웨어 사양에 디자인이 바뀌고, 3.7"의 펜타일 AMOLED 플러스 디스플레이를 적용하고, 내장 메모리는 용량이 적은 대신 eMMC 4.4이다.
갤럭시 U가 8월에 출시되었고, 갤럭시 K는 10월에 각각 출시되었다.

#### 갤럭시 S 호핀 (SHW-M190S)
SK텔레콤 전용으로 출시된 제품으로, 기존의 SHW-M110S와 동일한 하드웨어 사양에 디자인이 약간 바뀌었고, 자이로스코프 센서가 추가되었다. 또한 USB 2.0단자가 기존의 마이크로USB B타입 5핀단자에서 HDMI단자와 호환성이 있는 삼성 30핀 단자 (삼성 갤럭시 탭과 동일한 단자)로 바뀌었으며, 내장 메모리는 eMMC 4.4이다.

### 미국

#### 캡티베이트(SGH-I897)
AT&T 전용으로 출시된 제품으로, 전면 카메라를 지원하지 않으며 외형이 변형되었다.

#### 바이브런트 (SGH-T959)
T 모바일 전용으로 출시된 제품으로, 기본으로 제공되는 마이크로SD 카드에 영화 아바타를 번들로 제공한다.

#### 에픽 4G (SPH-D700)
스프린트 전용으로 출시된 제품으로, 슬라이드 형식으로 물리적 쿼티 키패드가 장착되어 그로 인하여 외형이 변형되었다.
또한 HSPA+를 지원한다.

#### 패시네이트(SCH-I500)
버라이즌 전용으로 출시된 제품으로, 전면카메라를 지원하지 않으며, LED 플래시가 있다. 그리고 외형이 변형되었다.

#### 쇼케이스/메스머라이즈
- 미국의 셀룰러 사우스와 U.S. 셀룰러는 삼성 쇼케이스(Samsung Showcase)와 삼성 메스머라이즈(Samsung Mesmerize)라는 이름으로 각각 출시하고 있다. 이들은 버라이즌의 삼성 페시네이트 모델과 매우 비슷하지만 똑같지는 않다.[13][14]

### 캐나다
- 로저스 커뮤니케이션스는 삼성 갤럭시 S 캡티베이트(Samsung Galaxy S Captivate)라는 이름으로 갤럭시 S를 출시하였다. 미국의 AT&T에서 판매하는 삼성 캡티베이트와 비슷하지만 GPS 기능, 브랜드 변화 등 몇 가지 개선 사항이 있다.[15]
- 벨은 삼성 갤럭시 S 바이브런트(Samsung Galaxy S Vibrant)라는 이름으로 2010년 8월 6일에 850/1900 MHz 망을 통해 지원한다.[16] 16GB 플래시 메모리를 내장하고 전면 카메라가 있지만 검색 단추가 없는 등 국제판 전화와 매우 비슷하다.
- 텔러스는 HSPA+ 라디오를 포함한 삼성 갤럭시 S 페시네이트 3G+(Samsung Galaxy S Fascinate 3G+) 버전을 출시하였다.

### 일본
- 일본의 NTT 도코모는 2010년에 SC-02B라는 이름으로 갤럭시 S를 출시하였다. 글로벌모델과는 달리 1080p HD급의 동영상을 재생할 수 있다.[17][18][19]

## 미디어 지원
갤럭시 S는 2개의 무손실 오디오 코덱을 포함한 여러 가지 오디오 파일 포맷, 영상 코덱, 영상 포맷을 지원한다.
| 영상 코덱 - mpeg4 - H.264 - H.263 - 소렌슨 코덱 - DivX HD/ XviD - VC-1 | 영상 포맷 - 3GP (MPEG-4) - WMV (ASF) - AVI (divx) - MKV - FLV | 무손실 오디오 - FLAC - WAV | 기타 오디오 - Vorbis - MP3 - AAC - AAC+ - eAAC+ - WMA - AMR-NB - AMR-WB - MID - AC3 - XMF - IMY |

## 논란
2011년 4월, 애플은 삼성의 삼성 갤럭시 S가 자사의 아이폰 3GS 스마트폰 뒷면의 디자인을 표절했다고 주장하며 소송을 제기했다. 이에 대해 삼성은 애플에 맞소송을 제기했다.

## 같이 보기
- 삼성 갤럭시 S 시리즈